# داما، قریه
داما (به عربی: داما) یک روستا در سوریه است که در استان سویدا واقع شده‌است. داما ۱٬۷۹۹ نفر جمعیت دارد.